# Adaport

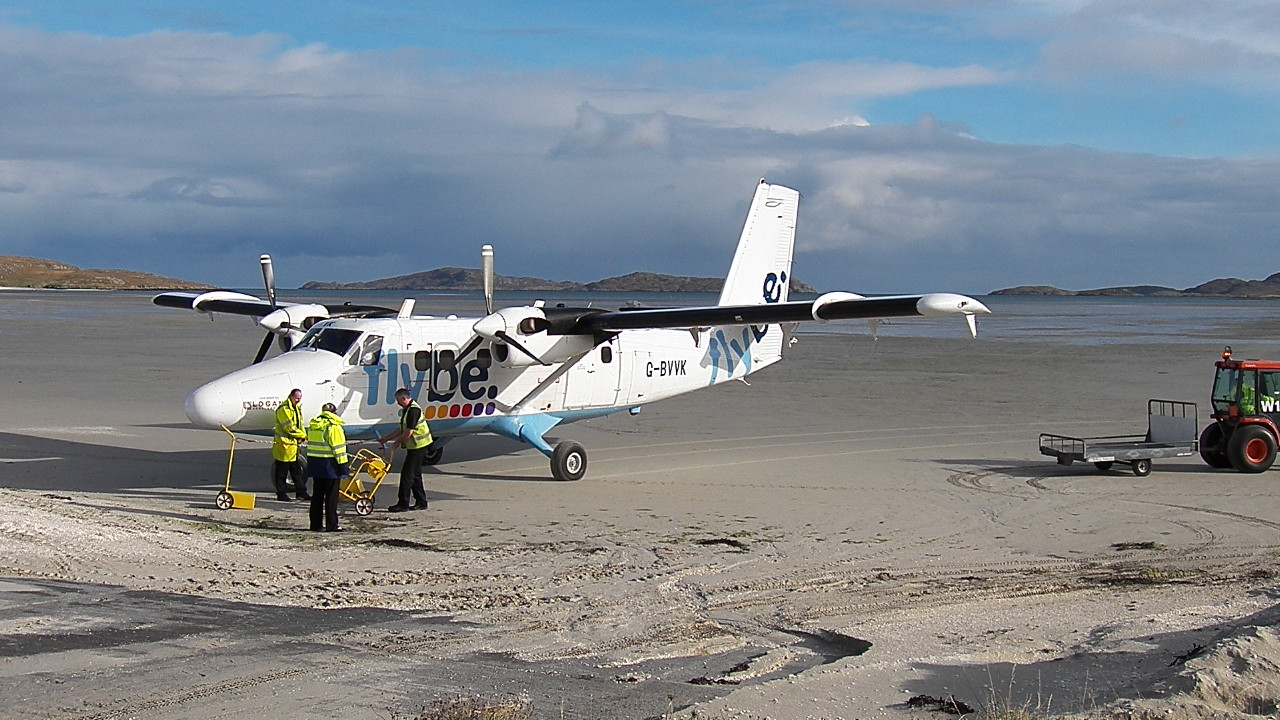
Un Twin Otter à l'aéroport de l'île de Barra. Cet adaport situé sur la plage est utilisé en fonction de la marée.

Un adaport est un aéroport ou une plate-forme urbaine destiné à l’atterrissage et ou décollage d'appareils nécessitant un faible espace. Il est prévu pour être utilisé par des avions à décollage et atterrissage court (ADAC) ou des aéronefs à décollage et atterrissage verticaux (ADAV).
Une piste d'atterrissage mesure généralement moins de 1 500 mètres de long.

## Source
- « adaport », Grand Dictionnaire terminologique, Office québécois de la langue française (consulté le 19 mars 2016)